# Triclistus alaris
Triclistus alaris är en stekelart som beskrevs av Pierre L. G. Benoit 1954. Triclistus alaris ingår i släktet Triclistus och familjen brokparasitsteklar. Inga underarter finns listade i Catalogue of Life.